# آل مصقع (مكيراس)

تعديل مصدري - تعديل

ال مصقع هي إحدى قرى عزلة مكيراس بمديرية مكيراس التابعة لمحافظة البيضاء، بلغ تعداد سكانها 159 نسمة حسب تعداد اليمن لعام 2004.